# Urmas Reinsalu
Urmas Reinsalu, né le 22 juin 1975 à Tallinn, est un homme politique estonien, membre du parti Isamaa.

## Biographie
Diplômé en droit de l'université de Tallinn en 1997, il est directeur de cabinet du président de la République, Lennart Meri, entre 1998 et 2001. Cette année-là, il devient secrétaire politique du parti Res Publica. À l'occasion des élections législatives de 2003, il est élu député au Riigikogu.
Le 28 janvier 2012, il succède à Mart Laar comme président de l'Union pour la patrie et Res Publica, partenaire de coalition du Premier ministre libéral, Andrus Ansip. Il fait son entrée au gouvernement le 14 mai suivant, comme ministre de la Défense, en remplacement de Laar. En 2014, Sven Mikser lui succède. Le 9 avril 2015, il devient ministre de la Justice au sein du gouvernement Rõivas II. Le 6 juin, le ministre de la Protection sociale Margus Tsahkna lui succède à la présidence de l'IRL. Il est reconduit à son poste ministériel dans le gouvernement Ratas I le 23 novembre 2016.
Reinsalu reste au gouvernement Ratas II mais change de poste en remplaçant Sven Mikser comme ministre des Affaires étrangères. Il occupe cette fonction jusqu'au 26 janvier 2021 puis à nouveau du 18 juillet 2022 au 17 avril 2023 dans le deuxième gouvernement de Kaja Kallas.